# Comtat de Pi
El Comtat de Pi (xinès: 郫县; Pinyin: Pí Xiàn) és comtat a la ciutat de Chengdu i la província Sichuan de la Xina. Està situat just a 10 km al nord-oest del centre de la ciutat de Chengdu. La seu del Govern del Comtat de Pixie es troba en Pitong Ciutat (郫筒镇).
Pi comtat té una superfície de 437,5 quilòmetres quadrats, amb una població total de 480.000.
El Comtat de Pi té més de 2.300 anys d'història - va ser establert per l'Estat de Qin dos anys després que derrotaren a l'Estat de Shu, l'any 314 aC. És famós en tota la Xina pel Pixie doubanjiang, un tipus de salsa picant de fesols fermentats.

## Administració
Els ens executiu, legislatiu i judicial del comtat estan asseguts en Pitong, juntament amb les branques del PCX i l'ASP. Hi ha altres 13 pobles dins de la seva competència col·lectiva:
- Xipu (犀浦镇)
- Hongguang (红光镇)
- Anjing (安靖镇)
- Tuanjie (团结镇)
- Tangchang (唐昌镇)
- Sandaoyan (三道堰)
- Xinminchang (新民场)
- Huayuan (花园镇)
- Ande (安德镇)
- Tangyuan (唐元镇)
- Deyuan (德源镇)
- Gucheng (古城镇)
- YouAi (友爱镇)

## Transport
- Autopista Nacional de la Xina 317
- Autopista Nacional de la Xina 213